# 阿尔科莱亚德拉斯佩尼亚斯
阿尔科莱亚德拉斯佩尼亚斯，是西班牙卡斯蒂利亚-拉曼恰瓜达拉哈拉省的一个市镇。总面积17平方公里，总人口28人（2001年），人口密度2人/平方公里。